# Ллуинипиа
Ллуинипиа (валл. Llwynypia) — деревня и коммуна в области Ронта, Кинон, Тав, Уэльс. До 1850 года был малонаселённой сельской местностью, между 1860 и 1920 годами в деревне произошёл демографический бум связанный с открытием залежей угля в долине Рондда.
Название происходит от словосочетания валлийских слов «роща сороки» взятого от наименования фермы в районе деревни.

## История
Расположенная на реке Рондда, деревня свидетельствует о первых поселение людей эпохи бронзового века. На горном хребте Мыныдд-и-Гелли c запада находится стоянка людей серебряного века и несколько каменных пирамид бронзового века.
В 1850 году на окраине деревни, у коммуны Трихеберт была найдена первая шахта, но только в 1859 году, управляющей шахтой Исаак Смит исследовал шахту на залежи угля и обнаружил небольшое месторождение под Ллуинипиа. В связи с финансовыми проблемами, Смит покинул руководство шахтой. В 1863 году шотландский горный инженер Арчибальд Худ арендовал земли Ллуинипиа и основал карьер.
Не смотря на проблемы, к 1873 году Худ пробурил ещё 4 карьера под названием Glamorgan Coal Company. Благодаря некоторой известностью Худа в районе деревни, рудники стали называть «шотландские» в честь Худа и работников горнодобывающей промышленности шотландского происхождения работавших на шахте. После смерти Худа в 1902 году, член парламента от Роннды Уильям Абрахам на пожертвования рабочих открыл статую Худа у горного института Ллуинипиа.
В 1902 году шахта Гламорган вошла в Cambrian Combine Company и стала центром беспорядков в Тонипинади. Британское адмиралтейство высоко оценила качество угля добываемого на шахте и выбрала его в качестве одного из возможного топлива для кораблей Королевского военно-морского флота конца XIX века. 17 мая 1907 года произошло землетрясение с интенсивностью 5.
В деревни также активно добывали каменноугольный кокс, к началу Первой мировой войны, в Ллуинипиа была около 140 печей. Побочные продукты от перегонки каменноугольного кокса использовались в освещение шахт и шахтерских коттеджей. 25 января 1932 года на шахте произошёл взрыв газа, погибло 11 человек, в числе которых 2 члена спасательного отряда. На 1936 год из шести первых карьеров, работали два, было уменьшено количество рабочих. В августе 1945 года шахты были закрыты.

## Управление
Избирательный округ Ллуин-и-пиа граничит с границами общины деревни и избирает одного советника советника в городской совет округа Ронта, Кинон, Тав. С 1995 года основное представительство имела Лейбористская партия, с 1999 по 2004 — Партия Уэльса. В 2018 году по решению Комиссия по местной демократии и границам Уэльса внесла предложение по объединению Ллуинипиа с избирательным округом Трелоу. Предложение вступило в силу после выборов в Совет Уэльса 2022.

## Спорт
В деревне располагался регбийный клуб Ллуинипиа, выступавший в лиге Гламорган и состоял в Валлийском регбийном союзе. Клуб был расформирован в 1930 годы во время Великой депрессии. В деревне родился главный тренер сборной Уэльса Роб Пейдж.

## Уроженцы
- Вуд, Лианн — лидер Партии Уэльса.
- Келли, Дэвид — британский микробиолог
- Роб, Пейдж — футболист